# Ostheimer Hute

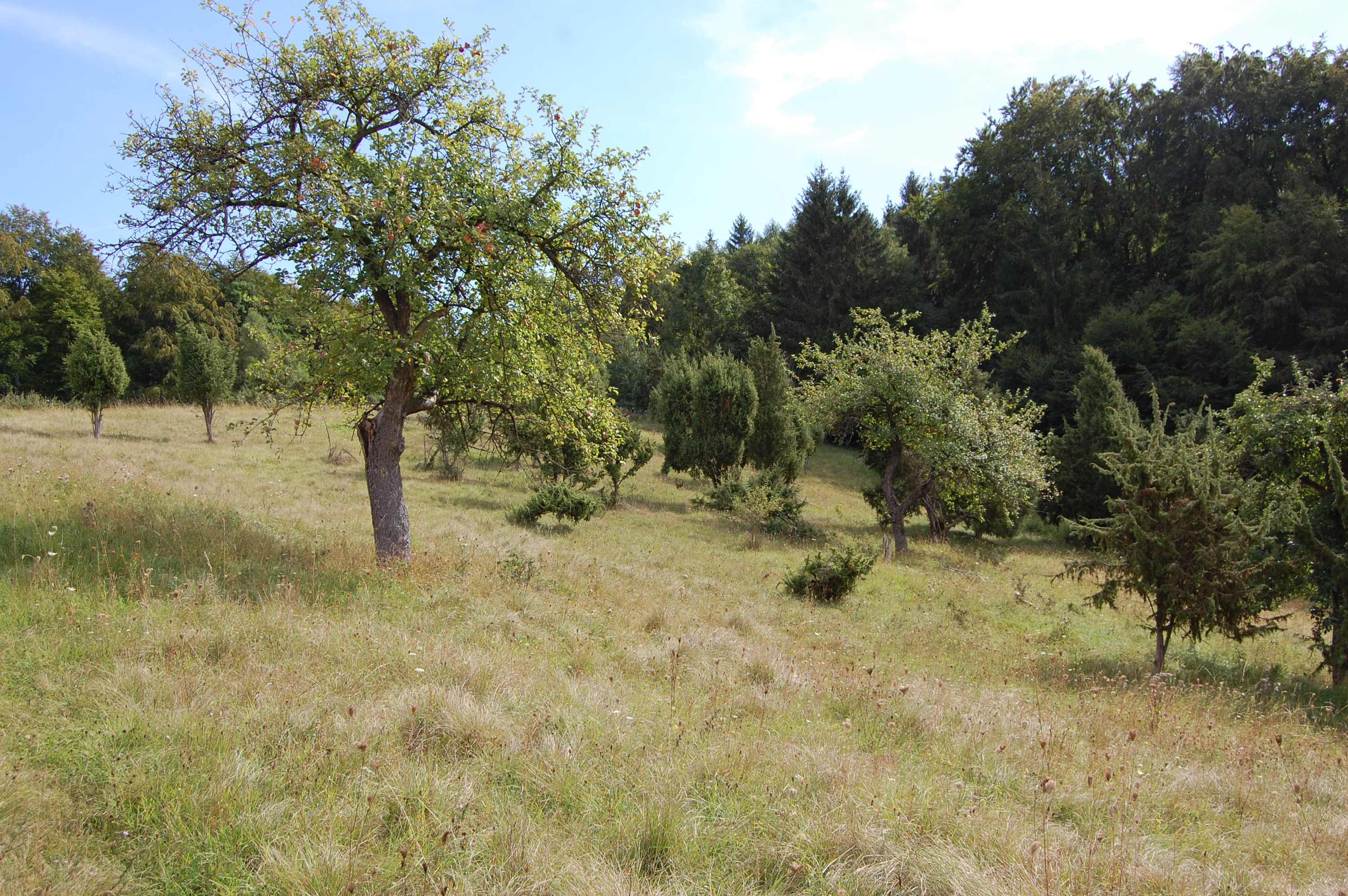
NSG Ostheimer Hute

Die Ostheimer Hute ist ein Naturschutzgebiet nahe dem Dorf Ostheim im Diemeltal, im Landkreis Kassel, Nordhessen. Das Gebiet besteht aus zwei getrennten Teilflächen und hat eine Gesamtfläche von 16,19 Hektar. Eine Hute ist ein alter Ausdruck für ein von der Dorfgemeinschaft gemeinsam beweidetes Gebiet, in der das Vieh (hier wohl überwiegend Schafe und Ziegen) von einem Hirten gehütet wurde. Das Gebiet wird derzeit, als Pflegemaßnahme des Naturschutzes, wieder extensiv beweidet, nachdem es jahrzehntelang brach gelegen hatte und dabei stark verbuscht war. Der vom Vieh weitgehend verschmähte Wacholder konnte sich als Weideunkraut ausbreiten (Wacholderheide).

## Lage und Gebietscharakteristik
Eine Teilfläche des Gebiets liegt unmittelbar oberhalb der Ortslage von Ostheim, östlich des Diemeltales. Eine langgestreckte zweite Teilfläche liegt etwas nordöstlich davon, an der Böschung eines kleinen Trockentälchens am Hangfuß des Arensberges. Es handelt sich um südwest-exponierte Steilhänge, deren Untergrund aus Muschelkalk besteht. Das Gebiet umfasst artenreiche Kalkmagerrasen mit großen Orchideenbeständen, die teilweise eingestreut Wacholderbüsche tragen. 

## Vegetation, Flora und Fauna
Die Kalkmagerrasen im Gebiet gehören zu den sogenannten Enzian-Fiederzwenken-Rasen, pflanzensoziologisch die Assoziation Gentiano-Koelerietum, das ist die (ehemals) beweidete Variante der Kalkmagerrasen. Im Gebiet kommt teilweise eine besonders magere und steinige Variante vor, die durch offenen Boden und einige kalkanzeigende Moose gekennzeichnet ist. In diesen Magerrasen wachsen zahlreiche seltene und bedrohte Pflanzenarten, wie zum Beispiel Deutscher Fransenenzian (Gentianella germanica), Österreichischer Lein (Linum austriacum), Steifer Augentrost (Euphrasia stricta) und zahlreiche Orchideenarten, darunter große Bestände des Helm-Knabenkraut (Orchis militaris). Im Gebiet brütet der Neuntöter. Zur Fauna des Gebiets zählen die wärmeliebenden Tagfalter Hufeisenklee-Gelbling (Colias alfacariensis) und Komma-Dickkopffalter (Hesperia comma). Die seltenen und gefährdeten, wärmeliebenden Zikaden-Arten Goniagnathus brevis und Doratura horvathi erreichen im Gebiet ihre nordwestliche Verbreitungsgrenze. Die Gemeine Heideschnecke (Helicella itala) ist im Gebiet häufig.

## Naturschutz
Das Gebiet wurde im Jahr 1989 als Naturschutzgebiet ausgewiesen. Im Jahr 2008 wurde es zudem als Natura 2000-Gebiet geschützt. Im Landschaftsrahmenplan Nordhessen 2000 ist es Bestandteil des Teilgebiets 1 der Biotopverbundkonzeption Magerrasen, Bergwiesen und Heiden. Mit insgesamt 750 Hektar Kalkmagerrasen-Fläche in den Bundesländern Hessen und Nordrhein-Westfalen, verteilt auf 145 Gebiete, gehört das Diemeltal zu den bedeutsamsten Vorkommen von Kalkmagerrasen im nördlichen Deutschland.

## Tourismus und Naturerleben
Das Gebiet wird von einem Wanderweg gequert, der Bestandteil des Eco-Pfades „Muschelkalk im Diemeltal“ ist. Die sogenannten Eco-Pfade sind erläuterte Rundwanderwege zur Archäologie und Landschaftsgeschichte in der nordhessischen Region. 